# Eveli Saue
Eveli Saue (ur. 13 lutego 1984 w Tallinnie) – estońska zawodniczka biegająca na orientację oraz biathlonistka, olimpijka. Zadebiutowała w biathlonie w rozgrywkach Pucharu Europy w roku 2002.
Starty w Pucharze Świata rozpoczęła zawodami w Anterselvie w roku 2002 zajmując 75. miejsce w sprincie. Jej najlepszy dotychczasowy wynik w Pucharze świata to 5. miejsce w biegu indywidualnym w Hochfilzen w sezonie 2006/07.
Podczas igrzysk olimpijskich w Turynie 2006 zajęła 73. miejsce w biegu indywidualnym i 47 w sprincie.
Podczas mistrzostw świata w roku 2004 w Oberhofie zajęła 81. miejsce w sprincie. Na Mistrzostwach świata w roku 2007 w Anterselvie zajęła 28. miejsce w biegu indywidualnym, 15 w sprincie, 23 w biegu pościgowym, 22 w biegu masowym i 13 w sztafecie. Na mistrzostwach świata w roku 2008 w Östersund zajęła 23. miejsce w biegu indywidualnym, 26 w sprincie, 19 w biegu pościgowym, 29 w biegu masowym oraz 17 w sztafecie.

## Osiągnięcia

### Igrzyska olimpijskie
- 2006 Turyn – 73. (bieg indywidualny), 47. (sprint)
- 2010 Vancouver – 42. (bieg indywidualny), 55. (sprint)

### Mistrzostwa świata
- 2004 Oberhof – 81. (sprint)
- 2007 Anterselva – 28. (bieg indywidualny), 15. (sprint) 13. (sztafeta)
- 2008 Östersund – 23. (bieg indywidualny), 26. (sprint), 19. (bieg pościgowy)
- 2009 P'yŏngch'ang – 77. (bieg indywidualny), 51. (sprint), 32. (bieg pościgowy), 13. (sztafeta mieszana), 14. (sztafeta)
- 2011 Chanty-Mansijsk – 12. (bieg indywidualny), 42. (sprint), LAP (bieg pościgowy), 16. (sztafeta mieszana)

### Puchar Świata

#### Miejsca w klasyfikacji generalnej
| Sezon     | Miejsce |
| --------- | ------- |
| 2003/2004 | 74.     |
| 2006/2007 | 34.     |
| 2007/2008 | 27.     |
| 2008/2009 | 40.     |
| 2010/2011 | 28.     |
| 2011/2012 | 89.     |